# Leszcze (powiat inowrocławski)
Leszcze – wieś w Polsce, położona w województwie kujawsko-pomorskim, w powiecie inowrocławskim, w gminie Złotniki Kujawskie.

## Podział administracyjny
W latach 1975–1998 miejscowość administracyjnie należała do województwa bydgoskiego.

## Zabytki
Według rejestru zabytków NID na listę zabytków wpisany jest zespół dworski z XIX/XX w., nr rej.: A/439/1-2 z 28.02.1995:
- dwór
- park.